# Геллерт, Христиан Фюрхтеготт
Христиан Фюрхтеготт Геллерт (нем. Christian Fürchtegott Gellert; 4 июля 1715, Хайнихен — 13 декабря 1769, Лейпциг) — немецкий поэт и философ-моралист эпохи Просвещения, один из наиболее читаемых немецких писателей того времени наряду с Христианом Феликсом Вейсе.

## Биография
Христиан Фюрхтеготт Геллерт был пятым сыном в семье пастора и рос в скромных условиях, однако с 1729 года посещал княжескую школу Св. Афры в Мейсене. Его старший брат — металлург и минералог Христлиб Эреготт Геллерт. В 1734 году Геллерт продолжил обучение в Лейпцигском университете на факультете теологии. Его попытки чтения проповедей оказались неудачными вследствие его природной скромности, и он был вынужден перебиваться частными уроками и воспитательской работой в дворянских семьях. Геллерт был хорошо знаком с французской и английской литературой и занимался переводами энциклопедии Пьера Бейля под руководством Иоганна Кристофа Готтшеда. В 1744 году Геллерт написал диссертацию по теории и истории басни. С 1745 года Геллерт читал лекции о поэзии, словесности и морали в Лейпциге, а в 1751 году получил звание профессора философии. Иоганн Вольфганг Гёте назвал учение Геллерта о морали «фундаментом немецкой нравственной культуры».
У Геллерта было плохое здоровье, сопровождаемое чётко выраженной ипохондрией. Ни лечение, ни поездки в Берлин, Карловы Вары и Дрезден не помогали улучшить его настроение. Геллерт умер в возрасте 54 лет и был похоронен на лейпцигском кладбище св. Иоанна (в 1900 году его прах был перезахоронен в церкви св. Иоанна, в 1949 году — в университетской церкви и, наконец, в 1968 году — на Южном кладбище).
В родном городе Геллерта ему воздвигнут памятник.

## Труды

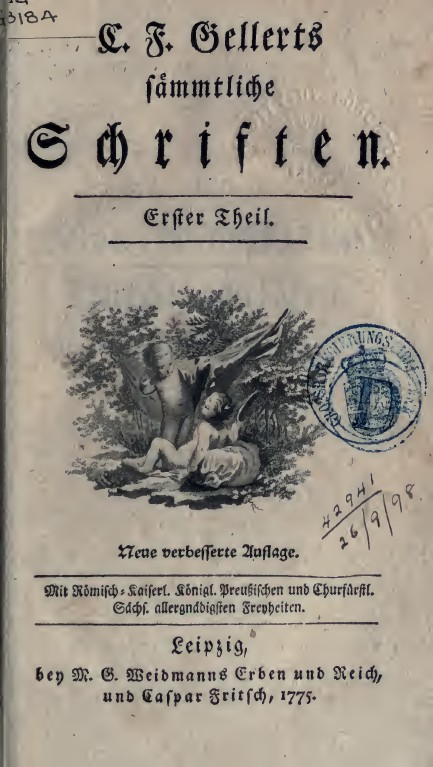
C. F. Gellerts sämmtliche Schriften. Teil 1 (1775)

- Басни и сказки
- Песни духовные
- Жизнь шведской графини фон Г***
- Нравоучения

## Публикации на русском языке
- Жизнь шведския графини Г*** — СПб., 1766-1768. Часть 1.
- Утешительныя разсуждения против немощной и болезненной жизни — М., 1773.
- Горячая любовь двух сестр. Комедия в трех действиях — СПб., 1775.
- Женская хворость. Комедия в одном действии — СПб., 1775.
- Басни и сказки — СПб., 1775. Часть 1. Часть 2.
- Х. Ф. Геллерта Нравоучение — М., 1775-1773. Часть 1. Часть 2.
- Песни духовныя — М., 1778.
  - 2-е изд — М., 1782.
- Духовныя оды и песни — СПб., 1782.
- Духовныя оды и песни — СПб., 1785.
- Чадолюбец — СПб., 1787.
- О нравственном воспитании детей — М., 1787.
- Разсуждение господина Геллерта о том, для чего вредно знать о будущей своей судьбине — М., 1787.
- Истинное и ложное счастие — М., 1799.
- Наставление отца сыну своему при отправлении в университет — СПб., 1802.
- О влиянии изящных наук в сердце и во нравы — СПб., 1803.
- Статьи, избранныя из Нравоучения добродушнаго Геллерта — СПб., 1820.